# Lac Sinara

Le lac Sinara (en russe : озеро Синара) est un lac de Russie, situé au sud-est de l'Oural, dans le raïon de Kasli de l'oblast de Tcheliabinsk. 

## Géographie
Le lac Sinara se situe dans le nord de l'oblast de Tcheliabinsk et s'étend du nord-ouest au sud-est sur 8 km, pour une largeur maximale de 4,6 km. La rivière Sinara prend sa source dans ce lac.

## Hydrologie
D'une superficie de 14,2 km2 et une profondeur moyenne de 8 m, ce qui génère un volume d'eau global de 0,2 km3. La transparence de l'eau permet de voir 3 m sous la surface. Le fond repose sur un substrat de roche couvert de sable. Le renouvellement de l'eau est assuré par plusieurs cours d'eau.

## Écosystème

### Faune
Le lac est pourvu d'une faune piscicole propice à la pêche récréative. Celle-ci se compose de perches, de gardons, de corégones, de brochets, de brèmes, de carpes, de tanches, et de carassins.

### Flore
Les rives sont colonisées par des pins et des bouleaux.